# Chalabre
Chalabre (okcitansko Eissalabra) je naselje in občina v južnem francoskem departmaju Aude regije Languedoc-Roussillon. Leta 2009 je naselje imelo 1.147 prebivalcev.

## Geografija
Kraj leži v pokrajini Languedoc ob reki Hers-Vif in njenih dveh pritokih Blau in Chalabreil, 73 km jugozahodno od središča departmaja Carcassonna.

## Uprava
Chalabre je sedež istoimenskega kantona, v katerega so poleg njegove vključene še občine Caudeval, Corbières, Courtauly, Gueytes-et-Labastide, Montjardin, Peyrefitte-du-Razès, Puivert, Rivel, Saint-Benoît, Sainte-Colombe-sur-l'Hers, Saint-Jean-de-Paracol, Sonnac-sur-l'Hers, Tréziers in Villefort s 3.448 prebivalci.
Kanton Chalabre je sestavni del okrožja Limoux.

## Zgodovina
Chalabre je bila kot srednjeveška bastida ustanovljena proti koncu 11. stoletja.

## Zanimivosti
- grad Château de Chalabre, sestavljen iz treh delov 13., 15. in 18. stoletja,
- cerkev sv. Petra iz leta 1552, z lesenim kipom sv. Eligija, škofa Noyonskega, iz 14. stoletja,
- križev pot na hribu nasproti kraja, s pogledom na Pireneje.